# Floresta paludosa

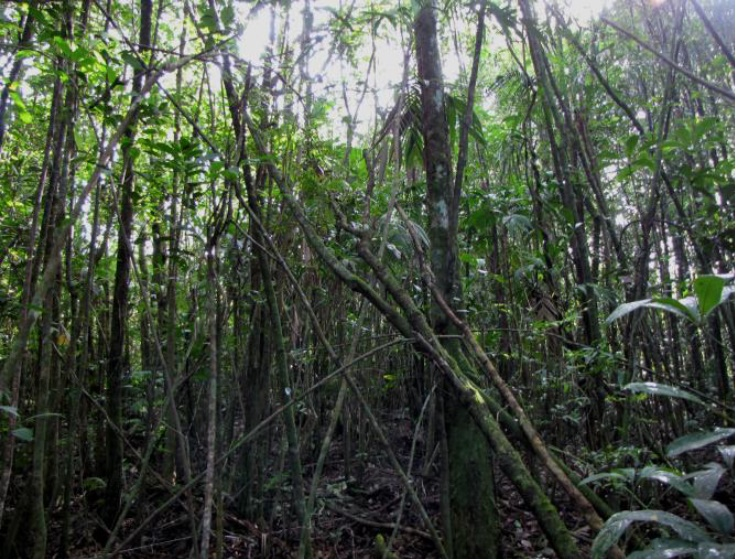
Floresta paludosa em Bauru, SP.

As florestas paludosas ou matas paludosas são um tipo de vegetação caracterizado pela presença des solos hidromórficos, ou seja, solos com alta concentração de água entre as partículas que o constituem. Apresentam biodiversidade relativamente baixa em comparação a outros tipos de vegetação brasileiros.

## Ocorrência
Sua distribuição geográfica é ampla, podendo ser encontrada em vastas extensões do Brasil.
No interior, a floresta paludosa tem influência fluvial. São florestas paludosas ribeirinhas, sobre solo permanentemente encharcado, com fluxo constante de água superficial dentro de pequenos canais com certa orientação de drenagem, mesmo que pouco definida.
Já no litoral, ocorrem as florestas paludosas de restinga (influência marinha), e as florestas paludosas de mangues (influência fluviomarinha). No litoral de São Paulo, são popularmente conhecidas por "caixetais", em virtude da predominância da árvore caixeta (Tabebuia cassinoides) e pouca variedade de flora.

## Terminologia
A terminologia usada para as formações com influência da água permanente no solo incluem:
- florestas de brejo (Torres et al., 1994; Ivanauskas et al. 1997);[5]
- floresta de formações pioneiras (IBGE, 1993);[6]
- florestas higrófilas (Toniato et al., 1998);[7]
- florestas latifoliadas higrófilas com inundação quase permanente (Leitão Filho, 1982);[8]
- floresta paludosa, que engloba as matas de brejo (Lindman, 1906, Fernandes e Bezerra, 1990);[9][10][11]
- floresta de várzea (Bertoni e Martins, 1987).[12]